# Ten druhý tygr
Ten druhý tygr (anglicky "The Other Tiger") je sci-fi povídka spisovatele Arthura C. Clarka, která vyšla v ČR ve sbírce Zkazky z planety Země (Knižní klub 1996 a Baronet 1996, 2011 ) a v antologii Rychlý jako gepard a řvoucí jako lev (Classic 1994).
V angličtině vyšla mj. ve sbírce Tales from Planet Earth.
Velmi krátký příběh s nádechem hororu rozebírá možnost existence nekonečně mnoho vesmírů, v nichž se odehrává nekonečně mnoho alternativ života na Zemi a jiných událostí.
Clarkova literární práce (kterou napsal v roce 1951) vyšla v jednom z prvních čísel časopisu Fantastic Universe (vycházel v letech 1953–1960). Původně se jmenovala "Vyvrácení důkazu", ale redaktor časopisu Sam Merwin ji přejmenoval podle povídky amerického spisovatele a humoristy Franka R. Stocktona "Dáma nebo tygr?". 

## Příběh
Arnold a Webb jdou společně do kopce a přitom debatují. Webb vypráví: Za předpokladu, že vesmír je nekonečný, musí existovat i nekonečně mnoho hvězd a planet a také ke každé možné události musí dojít ne jednou, ale nekonečně mnohokrát.
Čili se nabízí zneklidňující představa, že existuje nekonečně mnoho Zemí, na nichž spolu jdou Arnold a Webb do kopce. Mohou to být planety, na nichž Hitler vyhrál válku, kde Kryštof Kolumbus nikdy neobjevil Ameriku či planeta, kde dosud existuje Římská říše. Ti druzí Arnoldové a Webbové mohou jít oblečeni či nazí, někteří Arnoldové mohou tasit pistoli a vmžiku zastřelit Webby nebo naopak, společně mohou za vrcholkem kopce narazit například na tygra.
Arnold už má této plané diskuze dost. Za kopcem na oba přátele čeká nepříjemné překvapení, vodou promáčená půda se rozevřela a odhalila hlubokou puklinu, z níž se plazí ven hladové monstrum a člověk nebo tygr je jen malým soustem pro jednu z jeho deseti tlam.